# Sprachen in Hongkong

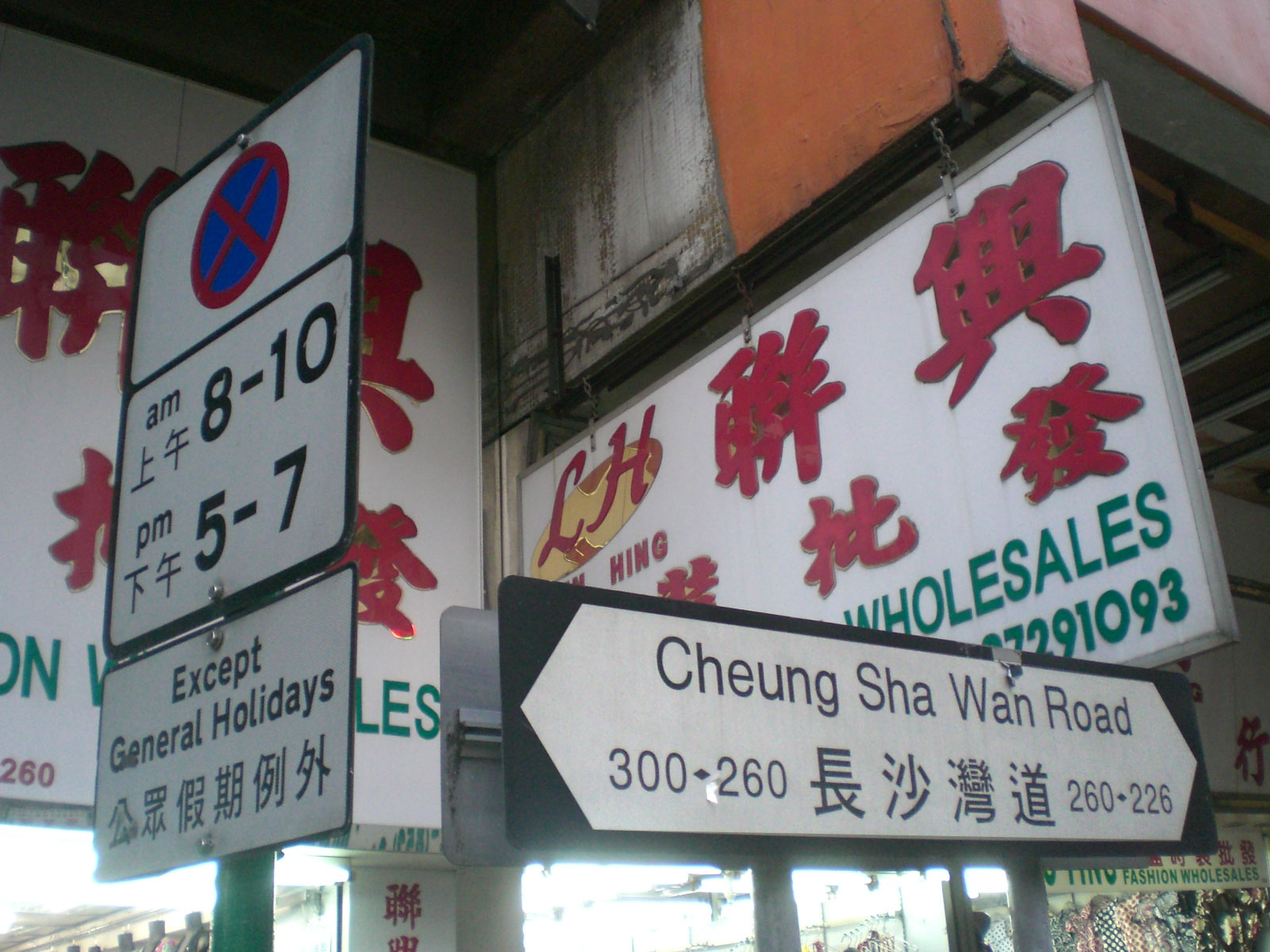
Zweisprachige Laden- und Straßenschilder in Hongkong, 2008

Die Sprachen in Hongkong sind durch eine große Vielfalt gekennzeichnet, was seinen Grund zum einen in der Geschichte der Region hat und zum anderen durch die Bedeutung Hongkongs als Wirtschaftszentrum bedingt ist. Nach dem Grundgesetz der Sonderverwaltungszone Hongkong der Volksrepublik China (Kapitel 1, Artikel 9) ist die Amtssprache von Hongkong Chinesisch, wobei „Englisch ebenfalls als offizielle Sprache durch die […] Behörden verwendet werden kann“. Zu der Zeit, als Hongkong ein britisches Überseegebiet war (vor Januar 1983 amtliche Bezeichnung als Kronkolonie), war die Amtssprache zunächst ausschließlich Englisch. 1970 nach Protesten aus der Studentenschaft und der Bevölkerung erhielt im März 1974 auch „Chinesisch“ den Status einer Amtssprache, womit das moderne Standardchinesisch (das Putonghua – Hochchinesisch – als Standardvarietät des Mandarin) in der Schriftsprache gemeint war. Die dominierende Alltagssprache in Hongkong ist weiterhin Kantonesisch, eine südchinesische Sprache, die in derselben Schrift (Kurz- oder Langzeichen) wie Mandarin geschrieben wird. Nachdem Hongkong 1997 an die Volksrepublik China übergeben wurde, ist ein vermehrter Gebrauch des Chinesischen in den Behörden und in offiziellen Dokumenten zu verzeichnen.

## Sprachstatistiken in der historischen Übersicht
| Sprache                     | 1961      | 1961  | 1991      | 1991  | 2001      | 2001  | 2011      | 2011  | 2021      | 2021  |
| Sprache                     | Sprecher  | %     | Sprecher  | %     | Sprecher  | %     | Sprecher  | %     | Sprecher  | %     |
| --------------------------- | --------- | ----- | --------- | ----- | --------- | ----- | --------- | ----- | --------- | ----- |
| Kantonesisch (Yue)          | 2.076.210 | 79,0  | 4.583.322 | 88,7  | 5.726.972 | 89,2  | 6.095.213 | 89,5  | 6.328.947 | 88,2  |
| Englisch                    | 31.824    | 1,2   | 114.084   | 2,2   | 203.598   | 3,2   | 238.288   | 3,5   | 330.782   | 4,6   |
| Putonghua                   | 26.021    | 1,0   | 57.577    | 1,1   | 55.410    | 0,9   | 94.399    | 1,4   | 165.451   | 2,3   |
| Hokkien                     | 164.537   | 6,3   | 99.045    | 1,9   | 105.973   | 1,7   | 78.279    | 1,1   | 60.864    | 0,8   |
| Hakka                       | 128.432   | 4,9   | 84.134    | 1,6   | 85.646    | 1,3   | 62.340    | 0,9   | 41.514    | 0,6   |
| Teochew                     | –         | –     | 72.812    | 1,4   | 64.231    | 1,0   | 45.307    | 0,7   | 37.621    | 0,5   |
| Siyi Yue                    | 114.484   | 4,4   | 22.415    | 0,4   | 19.522    | 0,3   | 28.776    | 0,4   | –         | –     |
| Shanghai-Dialekt            | 69.523    | 2,6   | 34.078    | 0,7   | 23.988    | 0,4   | 18.496    | 0,3   | –         | –     |
| Andere chinesische Dialekte | –         | –     | –         | –     | –         | –     | –         | –     | 64.572    | 0,9   |
| Indonesisch                 | –         | –     | –         | –     | 11.442    | 0,2   | 18.118    | 0,3   | 24.244    | 0,3   |
| Filipino                    | –         | –     | 5.939     | 0,1   | 12.101    | 0,2   | 16.460    | 0,2   | 29.413    | 0,4   |
| Japanisch                   | –         | –     | 8.895     | 0,2   | 12.052    | 0,2   | 10.970    | 0,2   | 8.704     | 0,1   |
| Thailändisch                | –         | –     | –         | –     | 2.898     | < 0,1 | 2.210     | < 0,1 | –         | –     |
| Andere                      | –         |       | –         | –     | –         | –     | –         | –     | 87.015    | 1,2   |
| Gesamt                      | 2.627.360 | 100,0 | 5.168.909 | 100,0 | 6.417.739 | 100,0 | 6.808.433 | 100,0 | 7.179.127 | 100,0 |

Darüber hinaus erwähnt Haarmann zu Beginn der 2000er Jahre 3.000 bis 5.000 Sprecher des Macanesischen.